# Peter Persidis
Peter Persidis (Viena, 8 de março de 1947 - Viena, 21 de janeiro de 2009) foi um futebolista austríaco.

## Carreira
Peter Persidis competiu na Copa do Mundo FIFA de 1978, sediada na Argentina, na qual a seleção de seu país terminou na sétima colocação dentre os 16 participantes.

## Morte
Persidis faleceu aos 62 anos de idade vítima de câncer.